# Гадир Стейдиъм
„Гадир Стейдиъм“ (на персийски: ورزشگاه غدیر اهواز) е многоцелеви стадион разположен в иранския град Ахваз, явяващ се столица и най-голям град в провинция Хузестан. Намира се на 6 км. от центъра и 15 км. от международното летище, обслужващо Близкия изток, Грузия, Армения, Турция и Индия. Построен през 2006—2012 години, открит на 15 март 2012 година. Вместимост 38 900 зрители, и по този показател е шестия по големина стадион в Иран. Първоначално по проект, вместимостта на стадиона трябвало да бъде 51 000. Архитект на стадиона е жена, Зохре Малилех Фаршид, която е също автор на проекта на големия градски спортен комплекс „Ахваз“ от който е част и стадионът. Още през 1974 тя представя проект за комплекс, като нейната идея е Ахваз да приеме Олимпийските игри през 1984 година. Строежът започва през 1978 г., но Иранската революция и войната с Ирак прекратяват всякакви дейности. След края на войната, през 90-те и в началото на новото хилядолетие са изградени съоръжения от комплекса за футзал, волейбол, баскетбол и хандбал.
Първоначално „Естеглал Хузестан“ играе на 15-хилядния „Тахти Стейдиъм“ в центъра на града. След промоцията в елита отборът продължава да използва по-малкия стадион, докато важните мачове срещу грандовете „Персеполис“, „Естеглал“ (Техеран) и градския съперник „Фулад“ се провеждат на „Гадир“. През 2015 г. тимът се мести окончателно на новия стадион .